# ヴィルモス・スィグモンド
ヴィルモス・スィグモンド（Vilmos Zsigmond, ジグモンド・ヴィルモシュ、またはヴィルモシュ・ジグモンド、1930年6月16日 - 2016年1月1日）は、ハンガリーのセゲド生まれの映画キャメラマン、撮影監督。

## プロフィール
父親は著名なサッカー選手兼コーチ。10代半ばで写真、絵画について興味を持ち、その延長で映画の道へと進む。ブダペストの国立映画演劇アカデミーに入学後は、映画撮影で修士号を取得、その後、5年間の実地の後に、撮影監督の地位につくが、ハンガリー動乱に巻き込まれ、その様子を撮影したフィルムを持ってアメリカへ亡命することになる。
亡命後はユニオンの規制が激しく、また語学面での問題もあったため、なかなか映画の仕事に就くことができず辛酸をなめるが、当時隆盛であった低予算映画に活路を見出し、その分野のカメラマンとして活躍、ホラーからドキュメンタリーなどあらゆるジャンルの映画を担当する。
やがて、効率のよさと芸術や撮影技術に長けた面がブライアン・デ・パルマやロバート・アルトマン、マイケル・チミノ、スティーヴン・スピルバーグといった新進気鋭の若手監督の注目を集め、彼らの『ギャンブラー』、『スケアクロウ』、『続・激突!/カージャック』などといったアメリカン・ニューシネマの傑作を数多く担当し、一躍、新世代のアメリカ映画を代表する名カメラマンへとなった。
低予算で鍛えた効率のよさに加え、ズームレンズや高感度フィルムといった当時の最先端の技術を駆使し、芸術的な映像美を作り出すことで知られ、『未知との遭遇』では、徹底したリアリズムとファンタシズムの融合という難題をこなし、見事アカデミー撮影賞に輝いた。また、現像処理についても、撮影前にごく少量の光を未感光のフィルムにあて、潰れがちな暗部階調を見え易いように操作する「フラッシング」という手法を開拓するなど技術革新や表現に多大な貢献を果たしている。
70歳を過ぎても現役で、『ブラック・ダリア』ではデジタル処理を取り入れるなど意欲的に活動していた。
2003年、ICG（国際撮影監督協会）は映画撮影史上最も影響を与えた人物としてビリー・ビッツアー、ジョーダン・クローネンウェス、コンラッド・L・ホール、ジェームズ・ウォン・ハウ、 ヴィットリオ・ストラーロ、グレッグ・トーランド、ハスケル・ウェクスラー、フレディ・ヤング、ゴードン・ウィリス、と並んでヴィルモス・スィグモンドを選出した。

## 主な担当作品
- ギャンブラー McCabe & Mrs. Miller (1971)
- さすらいのカウボーイ The Hired Hand (1971)
- 脱出 Deliverance (1972)
- ロバート・アルトマンのイメージズ Images (1972)
- ロング・グッドバイ The Long Goodbye (1973)
- スケアクロウ Scarecrow (1973)
- シンデレラ・リバティー/かぎりなき愛 Cinderella Liberty (1973)
- 続・激突!/カージャック The Sugarland Express (1974)
- ペトロフカの娘 The Girl from Petrovka (1974)
- スーパーカー・フェラーリ/青春の暴走 Sweet Revenge (1976)
- 愛のメモリー Obsession (1976)
- 未知との遭遇 Close Encounters of the Third Kind (1977)
- ディア・ハンター The Deer Hunter (1978)
- 大統領の堕ちた日 Winter Kills (1979)
- ローズ The Rose (1979)
- チャンピオンへの道 Flesh & Blood (1979)　テレビ映画
- 天国の門 Heaven's Gate (1980)
- ミッドナイトクロス Blow Out (1981)
- ジンクス! あいつのツキをぶっとばせ! Jinxed! (1982)
- 5人のテーブル Table for Five (1983)
- 恋人ゲーム No Small Affair (1984)
- ザ・リバー The River (1984)
- イーストウィックの魔女たち The Witches of Eastwick (1987)
- 黄昏のチャイナタウン The Two Jakes (1990)
- 独裁/スターリン Stalin (1992)
- 硝子の塔 Sliver (1993)
- わかれ道 Intersection (1994)
- マーヴェリック Maverick (1994)
- 暗殺者 Assassins (1995)
- クロッシング・ガード The Crossing Guard (1995)
- ゴースト&ダークネス The Ghost and the Darkness (1996)
- マイ・ハート、マイ・ラブ Playing by Heart (1998)
- メリンダとメリンダ Melinda and Melinda (2004)
- 世界で一番パパが好き! Jersey Girl  (2004)
- ブラック・ダリア The Black Dahlia (2006)
- ウディ・アレンの夢と犯罪 Cassandra's Dream (2007)
- 恋のロンドン狂騒曲 You Will Meet a Tall Dark Stranger (2010)